# Сарма (пещера)
Сарма́ (груз. სარმის მღვიმე) — пещера на Западном Кавказе, третья по глубине пещера мира. Расположена в горном массиве Арабика в Абхазии.

Физическая карта Абхазии

Найдена в 1990 году Сергеем Шипициным. Первоначально представляла собой небольшую щель с очень мощной тягой холодного воздуха. Пещера получила имя Сарма (сарма — ветер на озере Байкал). Вход в пещеру расположен на высоте около 2150 м над уровнем моря. Карстовая пещера субвертикального типа, представляет собой череду колодцев, соединённых между собой перелазами и галереями.
В разные годы многие спелеологи приняли участие в открытии и прохождении этой пещеры. В основном это спелеологи из Красноярска и Иркутска: Плотников Владимир, Осинцев Александр, Сухачев Василий, Закрепа Андрей, Сафин Рафаиль, Безверхий Анатолий, Вербицкий Александр, Калачев Артем, Ахмадышин Валентин, Рудко Павел, Корешников Евгений и многие другие.
28.08.2012 г. с Арабики пришло сообщение от Павла Рудко, руководителя одной из экспедиций в пещеру Сарма: достигнута глубина 1830 м.

## Фауна
Обнаружены два вида стигобионтных амфипод: Zenkevitchia sandroruffoi обитающая на глубинах не более -350 м и встреченная в других пещерах восточной Арабики, в пещере Тройка (на отметке -30 м) и в пещере Орлиное гнездо (-75 м), и Adaugammarus pilosus населяющая водные биотопы в глубокой части пещеры (отметки -1270 м и -1700 м).